# 佩尔·埃温德·斯温胡武德

斯温胡武德家徽

佩尔·埃温德·斯温胡武德（瑞典語：Pehr Evind Svinhufvud af Qvalstad，瑞典語發音：[pæːr ˈeːvind ˈsviːnhʉːvɵd]，通常被稱為，1861年12月15日—1944年2月29日），出生于赛克斯迈基，芬兰独立后第一位国家元首，先为总理，后任总统。在芬兰内战时期（1918年）和1930年代早期，他任芬兰政府首脑，镇压芬兰共产党，维持一个右翼政权。

## 生平
斯温胡武德是奥尔加·冯·贝克尔和船长古斯塔夫·斯温胡武德的儿子，1863年古斯塔夫淹死在希腊时，斯温胡武德只有两岁。幼年由祖父抚养，其家族是芬蘭瑞典族的贵族家庭。当他的祖父于1866年自杀身亡后，斯温胡武德与他的母亲和他的妹妹搬到了赫尔辛基，并进入赫尔辛基的瑞典语高中，1878年16岁那年，他进入赫尔辛基亚历山大帝国大学。在那里他获得了学士学位，随后在1881年完成了一个文科硕士学位。1882年他的主要科目是芬兰、俄罗斯和斯堪的纳维亚历史。在这之后1886年毕业获得法律硕士学位。
1889年，斯温胡武德与阿尔玛（Alma (Ellen) Timgren，1869 - 1953）结婚。他们有六个孩子：英韦（1890 - 1991）、伊尔莫·格蕾特尔（1892 - 1969）、爱诺·玛丽（1893 - 1980）、埃诺（1896 - 1938）、阿尔内（1904 - 1942）和韦科（1908 - 1969）。
斯温胡武德曾在地区法院当过律师，并在图尔库上诉法院担任副法官。1892年，他被任命为元老院法律起草委员会的成员，时年31。
1894年斯温胡武德作为贵族阶层的代表参加了芬兰大公国议会，当时芬兰仍为俄罗斯帝国的一部分。1914-1917年由于反俄罗斯被放逐到西伯利亚。1917年3月俄国爆发革命后回到芬兰，当年11月27日就任元老院主席（相当于内阁总理）。1918年芬兰内战时他领导获胜的“白色”政府摆脱了俄国的统治而独立。由于亲德，第一次世界大战德国战败后他即辞职，加入保守的民族联合党。1930年7月至1931年2月任总理，1931年3月至1937年2月任总统。他协助右翼的拉普阿运动镇压芬兰共产党，所有的共产党议会成员都被逮捕，但反对把芬兰变成反民主的独裁国家。1944年去世。